# Prava anomalija
Prava anomalija (oznaka {\displaystyle T\,\!}, ali {\displaystyle \nu \ }) je v astronomiji in astrodinamiki eden izmed šestih elementov tira, ki določajo lego in hitrost nebesnega telesa. Prava anomalija za eliptične tirnice je kot med smerjo proti periapsidi (na sliki označena s črko z) in smerjo proti trenutni legi nebesnega telesa (na sliki označeno s črko p), merjeno od gorišča elipse (na sliki označeno s črko f, lega osrednjega telesa).

## Računanje
Prava anomalija  {\displaystyle T\,\!} se izračuna na naslednji način:
{\displaystyle T=\arccos {{{\vec {\mathbf {e} }}\cdot {\vec {\mathbf {r} }}} \over {{\vec {\mathbf {\left|e\right|} }}{\vec {\mathbf {\left|r\right|} }}}}} (če je {\displaystyle {\vec {\mathbf {r} }}\cdot {\vec {\mathbf {v} }}<0} potem namesto T vzamemo 2π − T)
kjer je: 
- {\displaystyle {\vec {\mathbf {v} }}\,} vektor hitrosti krožečega telesa,
- {\displaystyle {\vec {\mathbf {e} }}\,} vektor izsrednosti (vektor, ki kaže proti periapsidi in ima velikost izsrednosti) in
- {\displaystyle {\vec {\mathbf {r} }}\,} krajevni vektor.

## Povezave z ostalimi anomalijami
Povezava med pravo anomalijo in ekscentrično anomalijo je
{\displaystyle \cos {T}={{\cos {E}-e} \over {1-e\cdot \cos {E}}}}
kjer je:
- {\displaystyle E\,\!} ekscentrična anomalija in
- e izsrednost.

Absolutna vrednost krajevnega vektorja (r) in anomalije so povezane na naslednji način:
{\displaystyle r=a\left(1-e\cdot \cos {E}\right)\,\!}
in
{\displaystyle r=a{(1-e^{2}) \over (1+e\cdot \cos {T})}\,\!}
kjer je 
- a velika polos.